# نانجنگود
نانجنگود (به انگلیسی: Nanjangud) یک منطقهٔ مسکونی در هند است که در بخش میسورا واقع شده‌است. نانجنگود ۶۱٬۹۶۱ نفر جمعیت دارد و ۶۵۶ متر بالاتر از سطح دریا واقع شده‌است.